# Ligue des champions féminine de volley-ball 2018-2019
Navigation
Ligue des champions 2017-2018 Ligue des champions 2019-2020
La Ligue des champions de volley-ball féminin est la plus importante compétition de clubs de la saison 2018-2019 en volley-ball. Après trois tours préliminaires, elle oppose les vingt meilleures équipes européennes, distribuées dans cinq groupes, les premiers de poules joueront les quarts puis les demi-finales afin de désigner les 2 équipes qui disputeront la finale qui se jouera sur terrain neutre .

## Nouveau format
À partir de la saison 2018-2019, le format de la compétition change, 18 clubs, les mieux classés au Champions League Ranking (classement obtenu suivant les performances des clubs sur les trois dernières saisons)  sont directement qualifiés pour le quatrième tour, viennent s'ajouter 2 clubs issus des qualifications (1er tour, 2e tour et 3e tour). Les clubs perdants de ces trois tours de qualification sont reversés dans la Coupe de la CEV.
Les 20 clubs participants au 4e tour, sont répartis en 5 poules de 4 équipes, les premiers et meilleurs deuxièmes disputent les quarts de finale en matchs aller et retour. Les vainqueurs joueront les demi-finales également en matchs aller et retour pour déterminer les finalistes qui s'affronteront dans une finale unique sur terrain neutre.

## Participants
18 équipes sont directement qualifiées pour la phase de poule grâce à leurs performances dans leurs championnats respectifs et le classement par coefficient de la CEV :
- Vakıfbank Istanbul (Vainqueur 2017-2018)
- Fenerbahce Istanbul
- Eczacıbaşı Istanbul
- Imoco Volley Conegliano
- Igor Gorgonzola Novara
- Pallavolo Scandicci
- Dinamo Kazan
- Dinamo Moscou
- Ouralotchka Iekaterinbourg
- Chemik Police
- ŁKS Łódź
- Béziers Volley
- RC Cannes
- CSM Bucarest
- SSC Palmberg Schwerin
- Minchanka Minsk
- Maritza Plovdiv
- HPK Hämeenlinna

## Tours de qualification

### Premier tour
Seulement deux équipes jouent en match aller et retour pour la qualification au tour suivant, le perdant sera reversé en Coupe de la CEV. Tirage au sort effectué le 29 juin 2018.
| Équipe 1 | Score | Équipe 2         | Aller | Retour |
| -------- | ----- | ---------------- | ----- | ------ |
| UVC Graz | 0-6   | Sliedrecht Sport | 0–3   | 0–3    |

### Deuxième tour
Le vainqueur du premier tour est rejoint par sept autres équipes qui jouent en match aller et retour pour la qualification au tour suivant, le perdant sera reversé en Coupe de la CEV. Tirage au sort effectué le 29 juin 2018.
| Équipe 1                  | Score | Équipe 2              | Aller | Retour |
| ------------------------- | ----- | --------------------- | ----- | ------ |
| SK UP Olomouc             | 2-6   | CS Volei Alba-Blaj    | 2–3   | 0–3    |
| Sliedrecht Sport          | 0-6   | Allianz MTV Stuttgart | 0–3   | 0–3    |
| Békéscsabai RSE           | 1-6   | Budowlani Łódź        | 1–3   | 0–3    |
| ŽOK Bimal-Jedinstvo Brčko | 1-6   | ASPTT Mulhouse        | 1–3   | 0–3    |

### Troisième tour
4 équipes jouent en match aller et retour pour la qualification à la phase de poules, le perdant sera reversé en Coupe de la CEV.
Match aller le 7 novembre et match retour le 13 novembre 2018.
| Équipe 1           | Score | Équipe 2              | Aller | Retour |
| ------------------ | ----- | --------------------- | ----- | ------ |
| CS Volei Alba-Blaj | 3-4   | Allianz MTV Stuttgart | 3–1   | 0–3    |
| Budowlani Łódź     | 6-3   | ASPTT Mulhouse        | 3–1   | 3–2    |

## Phase de poule
- Qualifié pour le tour suivant

### Poule A
| # | Équipe                | Pts | J | G | Gt | Pt | P | Sp | Sc | Ratio | Pp  | Pc  | Ratio |
| 1 | Vakıfbank Istanbul    | 18  | 6 | 6 | 0  | 0  | 0 | 18 | 1  | 18    | 471 | 342 | 1.377 |
| 2 | Allianz MTV Stuttgart | 12  | 6 | 4 | 0  | 0  | 2 | 13 | 8  | 1.625 | 479 | 447 | 1.072 |
| 3 | Béziers Volley        | 3   | 6 | 1 | 0  | 0  | 5 | 4  | 15 | 0.267 | 354 | 444 | 0.797 |
| 4 | Maritza Plovdiv       | 3   | 6 | 1 | 0  | 0  | 5 | 5  | 16 | 0.313 | 421 | 492 | 0.856 |

### Poule B
| # | Équipe                     | Pts | J | G | Gt | Pt | P | Sp | Sc | Ratio | Pp  | Pc  | Ratio |
| 1 | Eczacıbaşı Istanbul        | 17  | 6 | 5 | 1  | 0  | 0 | 18 | 3  | 6     | 503 | 380 | 1.324 |
| 2 | Dinamo Kazan               | 10  | 6 | 3 | 0  | 1  | 2 | 12 | 9  | 1.333 | 456 | 426 | 1.07  |
| 3 | Ouralotchka Iekaterinbourg | 8   | 6 | 1 | 2  | 1  | 2 | 11 | 13 | 0.846 | 497 | 503 | 0.988 |
| 4 | HPK Hämeenlinna            | 1   | 6 | 0 | 0  | 1  | 5 | 2  | 18 | 0.111 | 333 | 480 | 0.694 |

### Poule C
| # | Équipe                 | Pts | J | G | Gt | Pt | P | Sp | Sc | Ratio | Pp  | Pc  | Ratio |
| 1 | Igor Gorgonzola Novara | 18  | 6 | 6 | 0  | 0  | 0 | 18 | 0  | MAX   | 459 | 323 | 1.421 |
| 2 | Budowlani Łódź         | 11  | 6 | 3 | 1  | 0  | 2 | 12 | 9  | 1.333 | 458 | 474 | 0.966 |
| 3 | RC Cannes              | 4   | 6 | 1 | 0  | 1  | 4 | 6  | 15 | 0.4   | 456 | 511 | 0.892 |
| 4 | Minchanka Minsk        | 3   | 6 | 1 | 0  | 0  | 5 | 4  | 16 | 0.25  | 442 | 507 | 0.872 |

### Poule D
| # | Équipe                  | Pts | J | G | Gt | Pt | P | Sp | Sc | Ratio | Pp  | Pc  | Ratio |
| 1 | Pallavolo Scandicci     | 12  | 6 | 3 | 1  | 1  | 1 | 15 | 8  | 1.875 | 506 | 482 | 1.05  |
| 2 | Imoco Volley Conegliano | 11  | 6 | 2 | 2  | 1  | 1 | 14 | 10 | 1.4   | 553 | 465 | 1.189 |
| 3 | SSC Palmberg Schwerin   | 10  | 6 | 3 | 0  | 1  | 2 | 12 | 11 | 1.091 | 513 | 519 | 0.988 |
| 4 | ŁKS Łódź                | 3   | 6 | 1 | 0  | 0  | 5 | 4  | 16 | 0.25  | 375 | 481 | 0.78  |

### Poule E
| # | Équipe              | Pts | J | G | Gt | Pt | P | Sp | Sc | Ratio | Pp  | Pc  | Ratio |
| 1 | Fenerbahce Istanbul | 16  | 6 | 5 | 0  | 1  | 0 | 17 | 5  | 3.4   | 515 | 422 | 1.22  |
| 2 | Dinamo Moscou       | 13  | 6 | 3 | 2  | 0  | 1 | 16 | 9  | 1.778 | 554 | 521 | 1.063 |
| 3 | CSM Bucarest        | 4   | 6 | 1 | 0  | 1  | 4 | 7  | 16 | 0.438 | 474 | 523 | 0.906 |
| 4 | Chemik Police       | 3   | 6 | 0 | 1  | 1  | 4 | 7  | 17 | 0.412 | 464 | 541 | 0.858 |

## Playoffs

### Quarts de finale
Matchs aller du 12 au 14 mars 2019, matchs retour du 19 au 21 mars 2019.
| Équipe 1                | Score     | Équipe 2               | Aller | Retour |
| ----------------------- | --------- | ---------------------- | ----- | ------ |
| MTV Stuttgart           | 3 - 6     | Igor Gorgonzola Novara | 1 - 3 | 2 - 3  |
| Dinamo Moscou           | 3 - 5     | Vakıfbank Istanbul     | 3 - 2 | 0 - 3  |
| Pallavolo Scandicci     | 3 - 6     | Fenerbahce Istanbul    | 1 - 3 | 2 - 3  |
| Imoco Volley Conegliano | 3(GS) - 4 | Eczacıbaşı Istanbul    | 0 - 3 | 3 - 1  |

### Demi-finale
Matchs aller du 2 au 4 avril 2019, matchs retour du 9 au 11 avril 2019.
| Équipe 1                | Score     | Équipe 2               | Aller | Retour |
| ----------------------- | --------- | ---------------------- | ----- | ------ |
| Vakıfbank Istanbul      | 3 - 4(GS) | Igor Gorgonzola Novara | 0 - 3 | 3 - 1  |
| Imoco Volley Conegliano | 6 - 0     | Fenerbahce Istanbul    | 3 - 0 | 3 - 0  |

## Finale
La finale en match unique se déroulera le 18 mai 2019 à la Max-Schmeling-Halle de Berlin.

## Récompenses[4]
| - MVP : Paola Egonu - Meilleure marqueure : Melissa Vargas - Meilleure serveuse : Samantha Bricio - Meilleure réceptionneuse : Dobriana Rabadzhieva - Meilleure centrale : Paige Tapp (de) | - Meilleure attaquante : Irina Koroliova - Meilleure passeuse : Joanna Wołosz - Meilleure libéro : — - Prix du fair-play : — |